# Дуглас, Пол (актёр)
Пол Дуглас (англ. Paul Douglas), полное имя Пол Дуглас Флейшер (англ. Paul Douglas Fleischer) (11 апреля 1907 — 11 сентября 1959) — американский актёр театра, кино и телевидения, более всего известный по ролям в фильмах 1950-х годов.
Первый крупный успех пришёл к Полу Дугласу в 1946 году, когда он в течение трёх лет играл одну из главных ролей в бродвейской комедии «Рождённая вчера» (1946-49).
Перейдя в кинематограф, на протяжении 1949-59 годов Дуглас исполнил главные или значимые роли в таких заметных фильмах, как «Письмо трём жёнам» (1949), «Паника на улицах» (1950), «Четырнадцать часов» (1951), «Ангелы на поле» (1951), «Стычка в ночи» (1952), «Номер для директоров» (1954) и ««Кадиллак» из чистого золота» (1956).

## Ранние годы и театральная карьера
Пол Дуглас (имя при рождении Пол Дуглас Флейшер) родился 11 апреля 1907 года в богатом районе Филадельфии в семье обеспеченного врача. Интерес к актёрской игре проснулся у Пола ещё в школе. После окончания школы он сдал экзамены в Йельский университет, но учиться так и не пошёл, а на некоторое время стал профессиональным футболистом в составе филадельфийской команды Frankford Yellow Jackets. В 1928 году Дуглас стал спортивным комментатором на радиостанции CBS в Филадельфии, а в 1934 году перебрался в центральный офис CBS в Нью-Йорке, где стал соведущим популярной музыкальной программы о свинге «Клуб свинга в субботу вечером», которую вёл в 1936—1939 годах.
После нескольких работ в небольших театрах в 1936 году Дуглас дебютировал на Бродвее роли радиоведущего в сатирическом фарсе «Двойной болванчик» (1936). Однако через месяц спектакль был закрыт, и Дуглас вернулся на радио, в конце концов найдя для себя комфортную нишу в качестве ведущего нескольких популярных шоу, а также ведущего различных мероприятий, в частности, он был ведущим последнего радиоконцерта оркестра Гленна Миллера в 1944 году. Накануне Второй мировой войны Дуглас также выступил закадровым рассказчиком нескольких документальных короткометражек.
В 1946 году Дуглас вернулся на бродвейскую сцену, где получил роль неотёсанного и темпераментного мусорного магната Гарри Брока в комедии Гарсона Кэнина «Рождённая вчера». По ходу пьесы Гарри приезжает в Вашингтон со своей любовницей Билли Доун (Джуди Холлидей), чтобы обделать там свои дела с федеральными политиками. Для малообразованной Билли Гарри организует несколько уроков светского воспитания, после чего она начинает всё лучше разбираться в делах своего покровителя, что в итоге позволяет ей счастливо устроить личную жизнь со своим педагогом. Спектакль пользовался огромным успехом, вплоть до 1949 года состоялось 1642 представления, а Дуглас, по словам Брамбурга, «несмотря на свою крайне непривлекательную роль, стал любимцем Нью-Йорка». За свою игру в этом спектакле Дуглас получил престижные премии «Театральный мир» и Кларенса Дервента.

## Карьера в кино
В 1949 году 42-летний Дуглас перебрался в Голливуд, дебютировав в комедии режиссёра Джозефа Л. Манкевича «Письмо трём жёнам» (1949). В части фильма, касающейся истории одной из трёх жён, Дуглас сыграл Портера Холлингсвея, богатого владельца сети универмагов, который влюбляется и женится на своей молодой красивой сотруднице (Линда Дарнелл), несмотря на то, что считает, что она проявляет к нему интерес только ради денег. По мнению обозревателя «Нью-Йорк Таймс» Босли Краузера, в то время, как актрисы Джинн Крейн и Энн Сотерн в ролях других жён не производят должного впечатления, «последняя романтическая история — это напряжённая и взрывная сатира, настолько же смешная и трогательная, насколько и глубокая. И она сыграна с блистательной энергией Линдой Дарнелл в роли охотницы за богатством и Дугласом в роли её грубого босса, которого она опутывает с помощью откровенных и древних как мир уловок. Действительно, это настоящее сражение без правил между Дугласом и Дарнелл, и это настолько восхитительно бурное зрелище, что оно спасает весь фильм». Брамбург также отметил «огромный заряд в сценах Дугласа и Дарнелл, которые затмевали всех остальных». Химия между ними была настолько сильна, что вскоре им дали сыграть вместе ещё в двух комедиях — «Все это делают» (1949) и «Парень, который вернулся» (1951).
Картину «Все это делают» (1949) Краузер назвал в «Нью-Йорк Таймс» «бойким и весёлым фарсом», отметив, что «значительный комический талант, который Дуглас продемонстрировал в „Письме трём жёнам“, невозможно было оставить без внимания». Обозреватель далее пишет, что такой «талант, как у мистера Дугласа — это ценный редкий дар», который вновь «с триумфом раскрылся в комедии „Все делают это“. Не удивительно, что Дуглас получил главную и очень жирную роль, и сделал её очень смешной». Играя не очень цивилизованного строительного подрядчика при своей изысканной жене с амбициями стать оперной певицей, он получает полную свободу рук для демонстрации широкой гаммы чувств от неумеренного оптимизма до глубокого разочарования. А когда его герой вдруг выясняет, что у него самого есть оперный голос, Дуглас «демонстрирует свой безграничный комический талант в полном объёме… На протяжении всей картины он бушует и носится, ворчит, морщит брови и рвёт одежду в пустом смятении. В разгорячённом состоянии он изобильно бросается едкими репликами. А когда он неожиданно убеждается в том, что у него есть голос, то использует его на всю мощь в нескольких поразительно смешных сценах».
В марте 1950 года Дуглас был приглашён в качестве ведущего церемонии 22-го ежегодного вручения премии «Оскар». В том же году Дуглас неожиданно отказался сыграть Гарри Брока (персонажа, которого он с успехом сыграл на Бродвее) в голливудском фильме «Рождённая вчера» (1950). Прочитав сценарий, актёр остался недоволен тем, что его роль была сведена к минимуму ради главной женской роли (Джуди Холлидей), а также, чтобы удовлетворить запросы другой звезды картины, Уильяма Холдена. В итоге на роль Гарри киностудия Columbia взяла Бродерика Кроуфорда. Как и предполагал Дуглас, именно Холлидей получила львиную долю внимания за игру в этом фильме и даже получила «Оскар» за лучшую женскую роль.
В том же году вышла полудокументальная послевоенная драма «Большой подъём» (1950), действие которой происходит в оккупированной Германии 1948 года, когда Советский Союз блокировал сектора союзников в Берлине с намерением взять под контроль весь город. По сюжету картины, для разрешения ситуации союзники создали Берлинский воздушный мост, функционирование которого, среди прочих обеспечивают сержанты ВВС Фрэнк Ковальски (Пол Дуглас) и Дэнни Маккаллоу (Монтгомери Клифт), который одновременно занят розыском в тёмных закоулках оккупированного Берлина немецкой военной вдовы (Корнелл Борхерс). Как отметил в своей рецензии Краузер, «не приуменьшая органичной игры Клифта, надо признать, что самые интересные роли в фильме сыграли Борхерс и Пол Дуглас в роли ненавистника „немчуры“. Немецкая актриса Борхерс привлекательна и одержима в роли девушки, которая с помощью романа хочет решить свои эгоистические цели, а Дуглас весел и резок в роли демократа с серьёзной путаницей в голове».
Однако, как по мнению киноведа Хэла Эриксона, «более всего Дугласа помнят по двум бейсбольным комедиям» — «Это происходит каждую весну» (1949) и «Ангелы на поле» (1951). В биографии актёра на сайте Turner Classic Movies отмечается, что «Дуглас нашёл для себя отличную нишу в фильмах про бейсбол, где использовал свой взрывной характер для создания образов шумных и крикливых, но в конечном итоге добрых по натуре персонажей», таких как кэтчер Монк Ланиган в «Это происходит каждой весной» (1949) и менеджер Гаффи Макговерн в «Ангелы на поле» (1951). По мнению большинства критиков, особенно удачной была картина «Ангелы на поле». В частности, Брамбург назвал её «приятной фантазией, в которой Дуглас сыграл крайне темпераментного, извергающего непристойности тренера клуба Pittsburgh Pirates. Со своей стороны, рецензент журнала Variety написал, что „Дуглас в главной роли сыграл одного из самых тиранических, богохульствующих менеджеров в истории бейсбола. Дуглас идеален в роли крикуна и скандалиста, который в итоге исправляется благодаря молитвам девочки“». Оценивая картину «Ангелы на поле», Крейг Батлер заключил, что «даже несмотря на путаный сценарий и невыдающуюся режиссуру, фильм всё равно достигает цели в огромной степени благодаря чудесной игре Пола Дугласа,… который в очередной раз показывает себя мастером в создании персонажей, которые грубы, сварливы и упрямы, но при этом убедительно ранимы и теплы. Дуглас держит своего героя железной хваткой, оживляя фильм в его провисающие моменты и наслаждаясь возможностями, которые ему дают, чтобы пронести фильм на своих сгорбленных, но широких плечах».

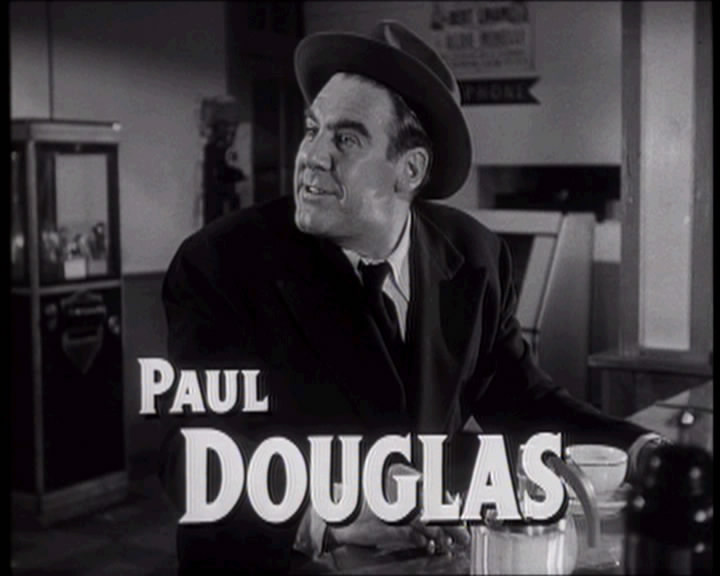
Пол Дуглас в трейлере фильма «Паника на улицах» (1950)

В нуаровом триллере режиссёра Элии Казана «Паника на улицах» (1950) Дуглас сыграл роль капитана полиции Нового Орлеана, который помогает офицеру Министерства здравоохранения США (Ричард Уидмарк) предотвратить эпидемию лёгочной чумы в городе. В другом нуаровом триллере «Четырнадцать часов» (1951), Дуглас был офицером полиции, «который пытается отговорить потенциального самоубийцу (Ричард Бейсхарт) от прыжка с карниза многоэтажного здания». Как отметил Краузер, Дуглас «играет доброго полицейского, который использует свои скромные возможности разума и терпения», чтобы найти выход из этого странного дела. Хотя после выхода картины рецензент Variety заключил, что «Дуглас делает своего полицейского неуклюжим и играет слабо», современный историк кино Адам Брегман отметил, что Дуглас «великолепен в раскрытии искренней теплоты своего персонажа».
В вышедшей год спустя нуаровой мелодраме «Стычка в ночи» (1952) Дуглас, по словам Брамбурга, «симпатично сыграл наивного рыбака, жена которого (Барбара Стэнвик) изменяет ему с его лучшим другом». В том же году в комедии «Будучи в Риме» (1952) Дуглас предстал в образе мошенника на доверии, который в Риме под влиянием священника (Вэн Джонсон) меняется к лучшему. По оценке Хэла Эриксона, фильм «был бы непереносимо приторным, если бы не сильная игра Дугласа и Джонсона, которая спасла его».
В 1954 году в драме Роберта Уайза «Номер для директоров» (1954) о борьбе за пост президента крупной мебельной корпорации Дуглас сыграл вице-президента по продажам, которого конкуренты шантажируют его романом с секретаршей. Фильм добился большого успеха, и, по мнению Брюса Эдера, «исполнители главных ролей, среди них такие звёзды, как Уильям Холден, Фредерик Марч, Уолтер Пиджон и Луис Кэлхерн, играют отлично, и лишь Пол Дуглас слегка уступает им в тонкости исполнения». Комедия «Мэгги» (1954) рассказывала об американском бизнесмене (Дуглас), который должен доставить ценный груз на один из шотландских островов на старом местном судёнышке. В этой картине, по словам Краузера, актёр в роли «буйного, беспокойного янки идеально создаёт образ законченного шута». Год спустя Дуглас сыграл главную роль в криминальной мелодраме «Джо Макбет» (1955), которая, по словам Эриксона, была своеобразным «перенесением шекспировской истории в гангстерскую среду 1930-х годов».
В 1956 году Дуглас повторил роль Гарри Брока в телефильме «Рождённая вчера» (1956), который постановил автор пьесы Гарсон Кэнин. В том же году Дуглас вместе с Джуди Холлидей, своей партнёршей по бродвейской постановке «Рождённой вчера», сыграл в успешной комедии ««Кадиллак» из чистого золота» (1956). В этой картине Дуглас создал образ честного основателя и президента крупной корпорации, который продаёт все свои акции и переходит на работу в Министерство обороны, передавая власть погрязшим в коррупции членам совета директоров. А некоторое время спустя он влюбляется в миноритарную акционершу своей бывшей компании (Холлидей), которая волей случая становится её президентом. По мнению Крейга Батлера, «Дуглас отлично оттеняет игру Холлидей. Под грубой внешностью большой гориллы он скрывает талант человеческого общения и трогательную ранимость».
В 1957 году Дуглас ненадолго вернулся на Бродвей, чтобы сыграть в умеренном хите «Дыра в голове» (1957), который поставил его старый друг, драматург Гарсон Кэнин. В том же году вышла комедия «Долгожданная ночь» (1957) о строгой и правильной учительнице (Джин Симмонс), которая по вечерам подрабатывает секретаршей у грубого, но доброго и заботливого владельца ночного клуба Рокко (Дуглас). Батлер невысоко оценил фильм, отметив, что «Симмонс и по-своему Дуглас придают ему шарм, однако этого не достаточно». Последний фильм Дугласа, комедия «Брачная игра» (1959) стала, по словам Брамберга, «ещё одной из его комедийных высот, где он сыграл немолодого, любящего веселье сельского жителя».

## Карьера на телевидении
Как отмечено в биографии актёра на сайте Turner Classic Movies, «хотя Дуглас оставался достаточно популярным актёром, способным привлекать кинозрителей и на протяжении 1950-х годов, тем не менее он стал уделять больше внимания телевидению». В частности, он сыграл памятные гостевые роли в таких шоу, как «Театр Деймона Раниона» (1955), «Кульминация» (1955-58, 2 эпизода), «Первая студия» (1958), «Театр Зейна Грея» (1959) и «Альфред Хичкок представляет» (1959).
В 1959 году, незадолго до рокового инфаркта Дуглас сыграл в одном из эпизодов телесериала «Сумеречная зона», и, как написал Эриксон, «выглядел в нём настолько выработанным и измождённым, что позднее эпизод пришлось переснять с другим актёром».

## Актёрское амплуа и оценка творчества
Как пишет Гэри Брамбург, при росте 180 см и весе 90 килограмм, Пол Дуглас пришёл в кино уже в зрелом возрасте, «решив сделать ставку как на свои большие габариты, так и на свою наглую и мужиковатую притягательность». По замечанию киноведа, «обременённый брюшком и грубоватым, картофельным носом, кустистыми бровями и лицом, которое настраивало на приятный самоуничижительный юмор, Дуглас легко располагал к себе массы». По мнению Эриксона, «из-за своего массивного телосложения и голоса портового грузчика Дуглас вряд ли мог выбиться в звёзды, однако на протяжении 1950-х годов он был популярным актёром». Как отметил Бамбург, за свою насыщенную работой декаду в кинематографе Дуглас «никогда не играл плохо, он также никогда не играл в по-настоящему „плохих“ фильмах».
Как он пишет далее, «не обладая внешностью или лоском настоящей кинозвезды 1950-х годов», Дуглас неожиданно добился успеха со своим первым же фильмом «Письмо трём жёнам» (1949). В дальнейшем «он доказал, что он не актёр-однодневка, подкрепив свой высокий актёрский статус серией первоклассных фильмов как в жанре комедии, так и мелодрамы», таких как «Все это делают» (1949), «Большой подъём» (1950), «Ангелы на поле» (1951), «Четырнадцать часов» (1951), «Стычка в ночи» (1952) и ««Кадиллак» из чистого золота» (1956). Как отмечает Брамбург, на «обаяние этого большого грубияна на экране западали многие ведущие голливудские куколки, среди них Линда Дарнелл, Джуди Холлидей, Селеста Холм, Джоан Беннетт, Джин Питерс, Джанет Ли и Рут Роман».

## Личная жизнь
Пол Дуглас был женат пять раз. Его первыми тремя жёнами были Сасси Уэллс, Элизабет Фарнсворт и Джеральдин Хиггинс, которые не имели отношения к шоу-бизнесу. В 1942 году Дуглас женился в четвёртый раз на актрисе Вирджинии Филд, с которой расстался в декабре 1945 года и развёлся год спустя. В 1945 году у них родилась дочь Маргарет Филд Дуглас. В мае 1950 года Дуглас женился на актрисе Джен Стерлинг, с которой прожил до своей смерти. 20 октября 1955 года у них родился сын Адамс.

## Смерть
В 1959 году, за месяц до смерти, Дугласа доставили в больницу, где ему был поставлен диагноз полное изнеможение. Однако две недели наблюдения не выявили ничего серьёзного. Врачи прописали актёру лишь длительный отдых, но он вернулся к работе.
В ноябре 1959 года Дуглас закончил съёмки в роли бейсбольного менеджера в эпизоде сериала «Сумеречная зона» (1959). Эту роль автор сериала Род Серлинг написал специально для Дугласа, памятуя о его блестящей игре в фильме «Ангелы на поле» (1951). За несколько дней до смерти режиссёр Билли Уайлдер утвердил Дугласа на роль Джеффа Шелдрейка, босса Джека Леммона, в своей хитовой комедии «Квартира» (1960). Однако утром 11 ноября 1959 года, вставая из кровати у себя дома, 52-летний Дуглас неожиданно потерял сознание и упал, жалуясь жене на боли в груди. Она немедленно вызвала скорую помощь, но та не успела ничего сделать, и Дуглас умер от инфаркта.
Род Серлинг не успел переснять моменты «Сумеречной зоны», в которых Дуглас выглядел особенно плохо, и потому весь эпизод пришлось снимать заново с другим актёром. А роль Дугласа в «Квартире» в итоге досталась Фреду Макмюррею.

## Фильмография
| Год       |     | Русское название                                  | Оригинальное название                    | Роль                                       |
| --------- | --- | ------------------------------------------------- | ---------------------------------------- | ------------------------------------------ |
| 1936      | кор | Созвать всех моряков                              | Calling All Tars                         | сигнальщик семафора (в титрах не указан)   |
| 1938      | кор | Клуб свинга в субботу вечером                     | Saturday Night Swing Club                | ведущий (в титрах не указан)               |
| 1943      | ф   | Грань ошибки                                      | Margin for Error                         | полицейский в участке (в титрах не указан) |
| 1949      | ф   | Письмо трём жёнам                                 | A Letter to Three Wives                  | Портер Холлингсуэй                         |
| 1949      | ф   | Это случается каждой весною                       | It Happens Every Spring                  | Монк Лэниган                               |
| 1949      | ф   | Все занимаются этим                               | Everybody Does It                        | Леонард Борланд, он же Логан Беннетт       |
| 1950      | ф   | Большой подъём                                    | The Big Lift                             | Хэнк Ковалски                              |
| 1950      | ф   | Люблю этого грубияна                              | Love That Brute                          | Е.Л. «Большой Эд» Хэнли                    |
| 1950      | ф   | Паника на улицах                                  | Panic in the Streets                     | капитан Том Уоррен                         |
| 1951      | ф   | Четырнадцать часов                                | Fourteen Hours                           | офицер полиции Чарли Данниган              |
| 1951      | ф   | Парень, который вернулся                          | The Guy Who Came Back                    | Гарри Джоплин                              |
| 1951      | ф   | Ангелы на поле                                    | Angels in the Outfield                   | Алоизиус Х. «Гаффи» Макговерн              |
| 1952      | ф   | В Риме                                            | When in Rome                             | Джо Брюстер                                |
| 1952      | ф   | Стычка в ночи                                     | Clash by Night                           | Джерри д’Амато                             |
| 1952      | ф   | Мы не женаты!                                     | We're Not Married!                       | Гектор С. Вудрафф                          |
| 1952      | с   | Ревю четырёх звёзд                                | Four Star Revue                          | 1 эпизод                                   |
| 1953      | ф   | Никогда не волнуйтесь в женском армейском корпусе | Never Wave at a WAC                      | Эндрю Макбейн                              |
| 1953      | ф   | Навеки женщина                                    | Forever Female                           | Е. Гарри Филлипс                           |
| 1953      | с   | Альбом АВС                                        | ABC Album                                | 1 эпизод                                   |
| 1953      | с   | Альманах                                          | Omnibus                                  | 1 эпизод                                   |
| 1954      | ф   | Номер для директоров                              | Executive Suite                          | Джошиа Уолтер Дадли                        |
| 1954      | кор | Последний поворот                                 | The Final Twist                          | камео/рассказчик                           |
| 1954      | ф   | Мэгги                                             | The 'Maggie'                             | Калвин Б. Маршалл, американец              |
| 1954      | ф   | Зеленый огонь                                     | Green Fire                               | Вик Леонард                                |
| 1954      | с   | Телевизионный театр от «Форд»                     | The Ford Television Theatre              | 1 эпизод                                   |
| 1954      | с   | Театр от «Ю.С. Стил»                              | The United States Steel Hour             | 1 эпизод                                   |
| 1955      | ф   | Джо Макбет                                        | Joe MacBeth                              | Джо Макбет                                 |
| 1955      | с   | Театр «Медальон»                                  | Medallion Theatre                        | 1 эпизод                                   |
| 1955      | с   | Драматурги ‘56                                    | Playwrights '56                          | 1 эпизод                                   |
| 1955      | с   | Театр Деймона Раниона                             | Damon Runyon Theater                     | 1 эпизод                                   |
| 1955      | с   | Час Элджина                                       | The Elgin Hour                           | 1 эпизод                                   |
| 1955      | с   | Видеотеатр от «Люкс»                              | Lux Video Theatre                        | 1 эпизод                                   |
| 1955—1958 | с   | Кульминация                                       | Climax!                                  | 2 эпизода                                  |
| 1956      | ф   | Святой из кожаного бизнеса                        | The Leather Saint                        | Гас Маколифф                               |
| 1956      | ф   | «Кадиллак» из чистого золота                      | The Solid Gold Cadillac                  | Эдвард Л. Маккивер                         |
| 1956      | ф   | Гамма люди                                        | The Gamma People                         | Майк Уилсон                                |
| 1956      | тф  | Рождённая вчера                                   | Born Yesterday                           | Гарри Брок                                 |
| 1956      | с   | Звёздная сцена                                    | Star Stage                               | 2 эпизода                                  |
| 1956      | с   | Час «Двадцатого века-Фокс»                        | The 20th Century-Fox Hour                | 1 эпизод                                   |
| 1957      | ф   | Долгожданная ночь                                 | This Could Be the Night                  | Рокко                                      |
| 1957      | ф   | Красавчик Джеймс                                  | Beau James                               | Крис Нолан                                 |
| 1958      | ф   | Фортунелла                                        | Fortunella                               | профессор Голфиеро Паганика                |
| 1958      | с   | Первая студия                                     | Studio One                               | 2 эпизода                                  |
| 1958      | с   | Театр воскресного вечера ВВС                      | BBC Sunday-Night Theatre                 | 1 эпизод                                   |
| 1958      | с   | Театр звезд от «Шлиц»                             | Schlitz Playhouse of Stars               | 1 эпизод                                   |
| 1958      | с   | Звёздный дождь                                    | Shower of Stars                          | 1 эпизод                                   |
| 1958      | с   | Джейн Уаймен представляет Театр у камина          | Jane Wyman Presents The Fireside Theatre | 1 эпизод                                   |
| 1958      | с   | Подозрение                                        | Suspicion                                | 1 эпизод                                   |
| 1958—1959 | с   | Театр 90                                          | Playhouse 90                             | 2 эпизода                                  |
| 1958—1959 | с   | Театр от «Гудиер»                                 | Goodyear Theatre                         | 2 эпизода                                  |
| 1959      | ф   | Брачная игра                                      | The Mating Game                          | Поп Ларкин                                 |
| 1959      | с   | Альфред Хичкок представляет                       | Alfred Hitchcock Presents                | 1 эпизод                                   |
| 1959      | с   | Театр Зейна Грея                                  | Zane Grey Theater                        | 1 эпизод                                   |